# Tougué (prefectura de Guinea)
Tougué es una prefectura de la región de Labé de Guinea, con una población censada en marzo de 2014 de 124 280 habitantes. Está formada por las siguientes subprefecturas, que igualmente se muestran con población censada en marzo de 2014:
- Fatako 9,734
- Fello-Koundoua 7,926
- Kansangui 8,703
- Koin 13,969
- Kolangui 7,287
- Kollet 17,393
- Konah 13,680
- Kouratongo 11,232
- Tangali 7,463
- Tougué 26,893[1]